# Brazilska visoravan
Brazilska visoravan (port. Planalto Brasileiro) visoravan je koja se proteže u istočnom i središnjem dijelu Južne Amerike. Obuhvaća područje između 4°S na sjeveru i 30°S na jugu, do atlantske nizine na istoku i linije Mamore-Gran Chaco na zapadu. Sjevernu granicu predstavljaju rasjedi desnih pritoka Amazone. Ukupna površina je oko 5 milijuna četvornih kilometara i pokriva najveći dio države Brazil.

## Geologija
Brazilska visoravan predstavlja ostatak najstarijih stijena Južne Amerike, tj. brazilski štit. Podlogu grade prekambrijske stijene (škriljevac, gnajs, granit), koje dolaze do izražaja na istoku i sjeveru. U središnjem dijelu štit je prekriven paleozojskim pješčenjacima i konglomeratima, dok se na jugu pojavljuju bazaltne zaravni. Visoravan je najviša u južnom i istočnom dijelu i blago je nagnuta prema zapadu. Tektonskim pokretima hercinske i alpske orogeneze, visoravan je razbijena u velike kotline i doline, a zatim znatno zasvođena, pa je poprimila oblik kamenitih planina.

## Geografija
S morfološkog gledišta, nije jedinstvena cjelina, već se u njoj mogu razlikovati tri područja. Istočno brazilsko gorje ("chapada") uključuje istočne dijelove više od ušća rijeka Tocantis i São Francisco. Osnovu mu čine prekambrijske stijene, a tijekom hercinske i alpske orogeneze bio je zasvođen i izlomljen, o čemu svjedoči niz vrhova - Serra Geral do Goiás, Serra da Capivara i drugi. Ističu se planine Diamantina i Serra do Espinhaço, prosječne visine 1,000-1,500 metara. Svi potoci koji teku iz chapada pripadaju slivu Atlantskog oceana. 
Zapadna brazilska stepenasta borova ravnica ("tableiros") razvila se na paleozoičkim rezervoarima, a karakterizirana je mezalnim uzvišenjima. Reljef je nagnut od zapada prema istoku i raščlanjen je rasjedima rijeka Tapajós, Shingú i Iriri, kao i brojnih drugih manjih potoka. ovo je ujedno i najniži dio visoravni s visinama od 250 do 800 metara.
Južnobrazilska vulkanska visoravan uključuje južne dijelove gorja oko rijeke Parane. Planine su prekrivene pješčenjacima i ispresijecane intruzijama dijabaza i bazalta, dok se u nižim dijelovima javljaju mezozojske akumulacije. Područje oko Rio de Janeira najviši je dio brazilskog gorja. Ovdje se poput vijenca uzdižu planine Serra do Mar (1810 m), Agulhas Negras (Itaija 2821 m) i Caparao s najvišim vrhom - Bandeira (2891 metar).
Chapada dos Veadeiros najviša je srednjo-brazilska visoravan (cerrado) čija se starost procjenjuje na 1,8 milijardi godina. Nacionalni park Chapada dos Veadeiros zajedno s Nacionalnim parkom Emas, upisan je na UNESCO-ov popis mjesta svjetske baštine u Amerikama 2001. godine pod nazivom "zaštićena područja cerrada".

## Galerija
- Pedra da Mina, najviša točka u brazilskoj državi São Paulo.
- Izlazak sunca na najvišem vrhu Bandeiri.
- Nacionalni park Serra dos Orgãos
- Nacionalni park Chapada Diamantina